# Pemphigus brevicornis
Pemphigus brevicornis är en insektsart som först beskrevs av Hart 1894.  Pemphigus brevicornis ingår i släktet Pemphigus och familjen långrörsbladlöss. Inga underarter finns listade i Catalogue of Life.